# Jason Robertson
Jason Robertson (* 22. července 1999, Arcadia, Kalifornie) je americký hokejový útočník hrající za tým Dallas Stars v NHL.

## Ocenění a úspěchy
- 2018 OHL – Třetí All-Star Tým
- 2019 CHL – CHL Top Scorer Award
- 2018 OHL – První All-Star Tým
- 2018 OHL – Eddie Powers Memorial Trophy
- 2018 MSJ – Top tří nejlepších hráčů v týmu
- 2021 NHL – All-Rookie Team
- 2021 NHL – Nejlepší nahrávač mezi nováčcích
- 2021 NHL – Nováček dubna 2021
- 2023 NHL – All-Star Game
- 2023 NHL – První All-Star Team

## Prvenství
- Debut v NHL – 13. února 2020 (Toronto Maple Leafs proti Dallas Stars)
- První asistence v NHL – 13. února 2020 (Toronto Maple Leafs proti Dallas Stars)
- První gól v NHL – 7. února 2021 (Dallas Stars proti Chicago Blackhawks, kanadskému brankáři Malcolm Subban)
- První hattrick v NHL – 4. března 2022 (Winnipeg Jets proti Dallas Stars)

## Klubové statistiky
| Sezóna      | Klub                | Soutěž      |     | Základní část | Základní část | Základní část | Základní část | Základní část |    | Play off | Play off | Play off | Play off | Play off |
| Sezóna      | Klub                | Soutěž      | Z   | G             | A             | B             | TM            | Z             | G  | A        | B        | TM       |          |          |
| 2015/16     | Kingston Frontenacs | OHL         | 54  | 18            | 14            | 32            | 6             | 4             | 1  | 1        | 2        | 2        |          |          |
| 2016/17     | Kingston Frontenacs | OHL         | 68  | 42            | 39            | 81            | 29            | 11            | 5  | 13       | 18       | 0        |          |          |
| 2017/18     | Kingston Frontenacs | OHL         | 68  | 41            | 46            | 87            | 36            | 16            | 10 | 8        | 18       | 8        |          |          |
| 2018/19     | Kingston Frontenacs | OHL         | 24  | 23            | 15            | 38            | 18            | —             | —  | —        | —        | —        |          |          |
| 2018/19     | Niagara IceDogs     | OHL         | 38  | 25            | 54            | 79            | 24            | 10            | 7  | 3        | 10       | 11       |          |          |
| 2019/20     | Texas Stars         | AHL         | 60  | 25            | 22            | 47            | 28            | —             | —  | —        | —        | —        |          |          |
| 2019/20     | Dallas Stars        | NHL         | 3   | 0             | 1             | 1             | 0             | —             | —  | —        | —        | —        |          |          |
| 2020/21     | Dallas Stars        | NHL         | 51  | 17            | 28            | 45            | 16            | —             | —  | —        | —        | —        |          |          |
| 2021/22     | Dallas Stars        | NHL         | 74  | 41            | 38            | 79            | 22            | 7             | 1  | 3        | 4        | 0        |          |          |
| 2022/23     | Dallas Stars        | NHL         | 82  | 46            | 63            | 109           | 20            | 19            | 7  | 11       | 18       | 2        |          |          |
| 2023/24     | Dallas Stars        | NHL         | 82  | 29            | 51            | 80            | 37            | 19            | 6  | 10       | 16       | 0        |          |          |
| NHL celkově | NHL celkově         | NHL celkově | 292 | 149           | 168           | 314           | 80            | 45            | 14 | 24       | 38       | 2        |          |          |

## Reprezentace
| Rok                       | Tým                       | Soutěž                    | Z  | G | A | B | TM |
| ------------------------- | ------------------------- | ------------------------- | -- | - | - | - | -- |
| 2019                      | USA20                     | MSJ                       | 7  | 1 | 6 | 7 | 4  |
| 2021                      | USA                       | MS                        | 10 | 4 | 5 | 9 | 10 |
| Juniorská kariéra celkově | Juniorská kariéra celkově | Juniorská kariéra celkově | 7  | 1 | 6 | 7 | 4  |
| Seniroská kariéra celkově | Seniroská kariéra celkově | Seniroská kariéra celkově | 10 | 4 | 5 | 9 | 10 |